# Miloš Đelmaš
Miloš Đelmaš (cyr.: Милош Ђелмаш, ur. 4 czerwca 1960 w Belgradzie) – serbski piłkarz występujący na pozycji pomocnika. Trener piłkarski. Reprezentant Jugosławii.

## Kariera klubowa
Đelmaš karierę rozpoczynał w sezonie 1979/1980 w pierwszoligowym Partizanie. W sezonach 1982/1983, 1985/1986 oraz 1986/1987 zdobył z nim mistrzostwo Jugosławii. W 1987 roku przeszedł do francuskiego OGC Nice. W Division 1 zadebiutował 18 lipca 1987 w przegranym 1:4 meczu ze Sportingiem Toulon Var. 25 marca 1989 w wygranym 5:0 pojedynku z SM Caen strzelił pierwszego gola w Division 1. Przez cztery sezony w barwach OGC Nice rozegrał 75 spotkań i zdobył 3 bramki.
W 1991 roku Đelmaš przeszedł do niemieckiego Hannoveru 96, grającego w 2. Bundeslidze. Zadebiutował w niej 14 marca 1992 w zremisowanym 1:1 meczu z VfB Oldenburg. W sezonie 1991/1992 wraz z zespołem zdobył Puchar Niemiec. W 1994 roku zakończył karierę.

## Kariera reprezentacyjna
W reprezentacji Jugosławii Đelmaš wystąpił jeden raz, 23 września 1987 w przegranym 0:1 towarzyskim meczu z Włochami.